# Assoul
Assoul (franska: Assoul (CR), Assoul (Commune Rurale), arabiska: املاكو) är en kommun i Marocko.   Den ligger i provinsen Tinghir och regionen Drâa-Tafilalet, 270 km sydost om huvudstaden Rabat. Antalet invånare är 6 553.